# Pneurail
 (juillet 2021).
Si vous disposez d'ouvrages ou d'articles de référence ou si vous connaissez des sites web de qualité traitant du thème abordé ici, merci de compléter l'article en donnant les références utiles à sa vérifiabilité et en les liant à la section « Notes et références ».

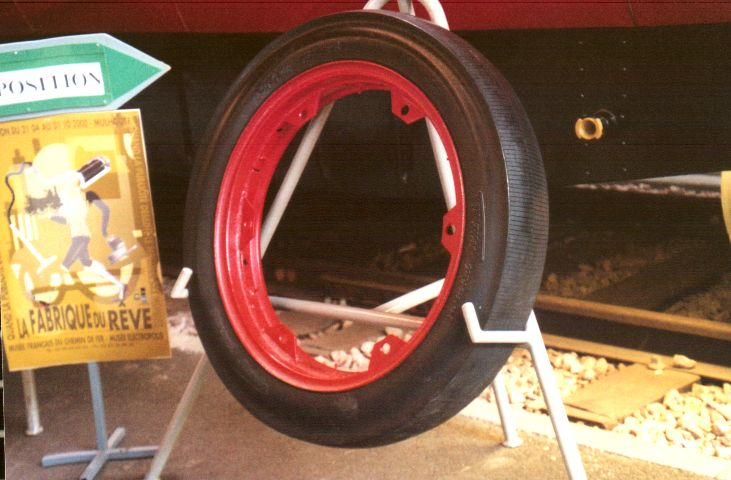
Un pneurail de Micheline exposé à la Cité du train de Mulhouse

Le pneurail est un pneumatique conçu pour rouler sur des rails de chemin de fer. 
C'est une invention datant des années 1930 due à André Michelin qui consiste en l'application de la technologie du pneu à des véhicules ferroviaires, d'abord pour des autorails vite surnommés Micheline, puis plus tard à des voitures à voyageurs formant trois rames spéciales pour la SNCF et à deux voitures (de) pour les CFF. Cette technique n'eut qu'un succès éphémère principalement avant la Seconde Guerre mondiale. 
Cette invention fut protégée par de nombreux brevets et aucun autre manufacturier de pneus ne réussit à proposer quelque chose d'équivalent.

## Contraintes techniques
Le pneurail est l'association d'une jante spéciale démontable munie d'un pneu, plaqué sur un boudin métallique solidaire de l'essieu, qui assure le guidage de la roue le long des rails ou dans les aiguillages, à l'instar d'une roue ordinaire de chemin de fer, et d'un pneu qui assure le roulement sur le champignon du rail. 
Le pneu apporte une adhérence plus forte que les bandages métalliques habituels des roues, un meilleur confort grâce à son élasticité et une diminution du bruit de roulement. Cette élasticité se paye et demande un effort de traction bien supérieur à celui nécessaire pour mettre en mouvement un véhicule classique de poids équivalent. Néanmoins, sous certaines conditions, le pneurail peut rouler sur des voies standard sans aménagement particulier. 
Ce n'est pas le cas des métros sur pneus mis en service à Paris depuis les années 1950, pour lesquels une voie spécifique est requise : pistes de roulement larges, horizontales pour les roues des bogies porteurs (fonction de support), parallèles et extérieur au rail resté en place et verticales pour les roues de guidage (fonction de guidage latéral). Pour cette dernière application, le guidage lors du changement de voie s'effectue toujours à l'aide des jantes métalliques qui s'appuient sur le côté des rails et des aiguilles, ce qui est possible car la RATP a choisi comme solution de secours, en cas de crevaison multiple, de garder la voie « rail » dans son intégralité. 
La principale difficulté de l'application du pneurail Michelin vient de l'étroitesse de la surface de roulement offerte par le champignon du rail, entre 60 et 62 mm, par sa surface qui n'est pas vraiment plate et des techniques de fabrication des pneumatiques de l'époque. Ces contraintes limitaient fortement la charge admissible à l'essieu, en effet, la charge à l'essieu (deux roues) est de 17 tonnes pour une voiture de voyageurs de la SNCF à bogies équipées de roues métalliques (soit 8,5 t par roue), tandis que les derniers pneurails ne permettaient qu'une charge unitaire de 2 tonnes par roue. Cette contrainte a conduit à multiplier les essieux, à renforcer la bande de roulement du pneu (adoption vers 1947 de la carcasse radiale en acier) et à utiliser pour la construction des véhicules (motrices et remorques) des matériaux légers, comme l'aluminium.

## Premières applications
Les premières michelines commerciales furent du type 11 et datent de 1931. Elles étaient conçues pour la voie normale, comportaient 5 essieux et pouvaient emporter 24 passagers. En 1933 apparurent des michelines pour la voie métrique avec le type 51 qui comportaient 6 essieux et emmenaient 18 ou 22 passagers. Elles roulaient avec des charges unitaires par roue de 650 kg (18 passagers, rail de 50 à 54 mm) ou 680 kg (22 passagers, rail de 55 à 60 mm).
Le coût des automotrices à grande capacité, qui seules auraient permis le développement à grande échelle du pneurail, s'est révélé prohibitif pour une exploitation commerciale en concurrence avec la technologie classique, ce qui a entraîné l'abandon du pneurail par Michelin vers 1953.

## Autres applications
Un autre usage du pneurail fut son application sur des véhicules routiers destinés à œuvrer sur la voie ferrée. Ainsi certains véhicules d'inspection, par exemple des Citroën Rosalie furent équipés de ces pneurails.
De même des camions en furent équipés de façon à assurer la manœuvre des wagons en se passant de l'achat de locotracteurs voire de machines plus grosses. Un article de la revue Correspondances d'avril 2005 relate d'ailleurs cette adaptation du pneurail à des locotracteurs particuliers : des véhicules militaires du type « Dodge 4 × 4 » laissés en France par les armées américaines après la Seconde Guerre mondiale. La facilité de montage à la place des roues à pneu de série et l'excellente adhérence au remorquage procuraient à ces locotracteurs, utilisés en majorité sur des voies d'embranchements privées à vitesse réduites ou en interne sur des sites industriels, une réelle efficacité pour un prix de revient sans égal.
Une autre application fut liée à trois rames rapides de la région Est.